# Frühreifen-Report
Frühreifen-Report (auch Der Frühreifen-Report) ist ein deutscher Erotikfilm aus dem Jahr 1973. Er ist nach dem Schulmädchen-Report-Schema entstanden und kann als Pseudo-Report angesehen werden, da der Wahrheitsgehalt eher gering ist. In neun Episoden werden dem Zuschauer die Erlebnisse einiger frühreifer Jugendlicher geschildert, wobei zwischen den einzelnen Geschichten ein Erzähler auftritt, der davon berichtet, was er als Mitarbeiter der Fürsorge erleben und mit welch teils unfassbaren Fällen er sich beschäftigen musste. Das Filmplakat warb allerdings mit folgenden Worten für den Film: „Ein freimütiger, ungeschminkter Bericht über das Sexleben junger Leute.“

## Handlung
Die 12-jährige Gisela badet gerade, als der Architekt der Mutter vorbeikommt, die noch unterwegs ist. Er will ihre Rückkehr abwarten, nutzt die Gelegenheit jedoch, ins Badezimmer zu kommen und Gisela auch an den intimen Stellen ihres Körpers zu berühren, was ihr scheinbar gefällt. Dieser Fall dient am Schluss des Films als Fallbeispiel dafür, wie Eltern auf frühreife Kinder richtig reagieren sollten. 
Der junge Kalli folgt den Bitten seiner Schwester Anita, sie allein mit dem angeblichen Versicherungsvertreter Krüger zu lassen, wofür er sich von beiden finanziell entlohnen lässt. Während das Pärchen sich noch vergnügt, kommt er jedoch zurück und wird von Krüger auf die Straße geschickt, um gegen erneute Bezahlung Männer mit Bärten zu zählen. 
Klaus, der einen sehr strengen Vater hat, wird von der verheirateten Ladenbesitzerin Senta Jäger beim Stehlen erwischt und von ihr nach Ladenschluss ins Büro bestellt. Sie nötigt den Jungen dazu, ihr sexuell zur Verfügung zu stehen. Als sie sich mit ihm in ihrem Heim vergnügt, kommt überraschend ihr Mann nach Hause. Er entdeckt den Jungen auf dem Balkon und geht mit ihm zu dessen empörten Eltern.     
Hansi und Rosi beobachten ihre Eltern sonntagmorgens durchs Schlüsselloch beim Liebesspiel und meinen, die Eltern würden einen Ringkampf bzw. „Hoppe hoppe Reiter“ machen. Später bei Tisch bestraft der Vater die Kinder, weil sie ausplaudern, was sie beobachtet haben. 
Der Italiener Carlo versucht, seine Arbeitskollegin Anni gegen ihren Willen zu verführen. Kreszenzia Krummhuber, eine ältere Dame, kommt ihr zu Hilfe und erzählt ihr, dass Carlo mit seinen Arbeitskollegen gewettet habe, dass er sie rumbekomme. Daraufhin beschließen die Frauen, dem jungen Mann einen Streich zu spielen, den er so schnell nicht vergessen wird. 
Die Mutter der elfjährigen Birgit Seifarth hat einen Liebhaber nach dem anderen, wird jedoch immer wieder verlassen. Als sie ihre Tochter dabei beobachtet, wie sie an sich herumspielt, verlangt sie von ihrem Liebhaber, dass er sie züchtigt. Von da ab setzt es jedes Mal eine Tracht Prügel, wenn ihr Galan da ist. Dann jedoch will er mehr und vergreift sich während der Abwesenheit der Mutter an der Kleinen. Um ihn zu behalten, hilft sie dem Kind nicht, sondern erklärt sich einverstanden.  
Der reiche, verwöhnte Edgar hat erotische Fantasien, wenn er das angeblich französische Dienstmädchen Erna nur sieht. Als er eines Nachts durchs Schlüsselloch schaut, sieht er sie beim Akt mit einem Mann. In der Folgezeit nähert er sich ihr immer wieder und nötigt sie zu sexuellen Handlungen. Nach und nach wird eine Liebesbeziehung daraus.  
Zwei Mädchen, die noch Jungfrauen sind, wollen ihre Freundin Topsy dabei beobachten, wie sie mit einem Jungen schläft. Als das Pärchen zur Sache kommen will, legt es sich in einen Ameisenhaufen und läuft, den Akt unterbrechend, schimpfend auseinander.    
Das Bauernmädchen Resi hat erotische Träume und wird von Peppi dafür bezahlt, dass er sie im Heu lieben darf. Daraus zieht sie die Erkenntnis, dass Männer bereit sind, für gewisse Leistungen zu zahlen, was sie sogleich an dem Ladenbesitzer Hintermoser ausprobiert und in der Folge an weiteren Männern.

## Veröffentlichung
In der Bundesrepublik Deutschland wurde der Film am 17. August 1973 veröffentlicht. In Japan erschien er im November 1974, in Kanada (Québec) im Jahr 1975, ebenso in Frankreich. In Dänemark war er erstmals im Februar 1978 zu sehen, in Milano in Italien im November 1979, allgemein in Italien 1980. Veröffentlicht wurde der Film zudem in Finnland, Griechenland, in der Türkei und im Vereinigten Königreich. Der englische Titel lautet 14 and Under, der internationale Titel Early Awakening Report.

### DVD
Der Frühreifen-Report (BRD 1973), erschienen bei Studiocanal Home Entertainment am 6. Januar 2011.

## Kritik
Das Lexikon des internationalen Films spottete: „Rasch zusammengeschustertes, schon im Titel irreführendes Sexfilm-Produkt. Der Film ist weder ein Report, noch sind die Mädchen, die da zur Schau gestellt werden, frühreif.“
Ähnlich urteilte das Heyne Lexikon des erotischen Films: „Hoppehoppereiter mehrerer Jugendlicher, wobei die im Titel erwähnten ‚Frühreifen‘ gemäß dem Gesetz zum Schutze der Jugend recht angejahrt aussehen.“